# Pěst (jednotka)
Pěst byla stará česká jednotka délky neurčité velikosti. O jejím přesném účelu i velikosti existují pouze dohady a neověřené teorie. Jednotky se mohlo užívat např. pro měření výšky koní či jiných hospodářských zvířat. Faktická velikost jedné pěsti je pouze odhadována.

## Odhadované hodnoty
- Jedna pěst = 4 palce české = 98,56 milimetru
- Po roce 1765 pak jedna pěst = 4 palce vídeňské = 105,4 milimetru

## Hájkova kronika
- Hájkova kronika hovoří o jednotce pěst jako o tzv. příměrku neboli naděl Buoh, což bylo označení pro provazec

## Použitý zdroj
- Malý slovník jednotek měření, vydalo nakladatelství Mladá fronta v roce 1982, katalogové číslo 23-065-82